# Anders Balck
| Detalj av takmålning Lilla Blecktornets lusthus |  | Detalj av väggmålning på Tjärhovsgatan 7. |
| Detalj av takmålning Lilla Blecktornets lusthus |  | Detalj av väggmålning på Tjärhovsgatan 7. |

Anders Balck (även Balk), född mellan 1700 och 1710, död före 1760, var en svensk målare, verksam i Stockholm och kallad mäster. 

## Liv
Balks födelseort är okänd men från 1730-talers början var han bosatt i Stockholm. År 1736 ägde han en gård i kvarteret Pelarbacken vid Högbergsgatan. Han gifte sig med Helena Liljeström och fick med henne fyra döttrar, den första föddes 1731. Han avled före sin hustru som dog 1760. 

## Verk

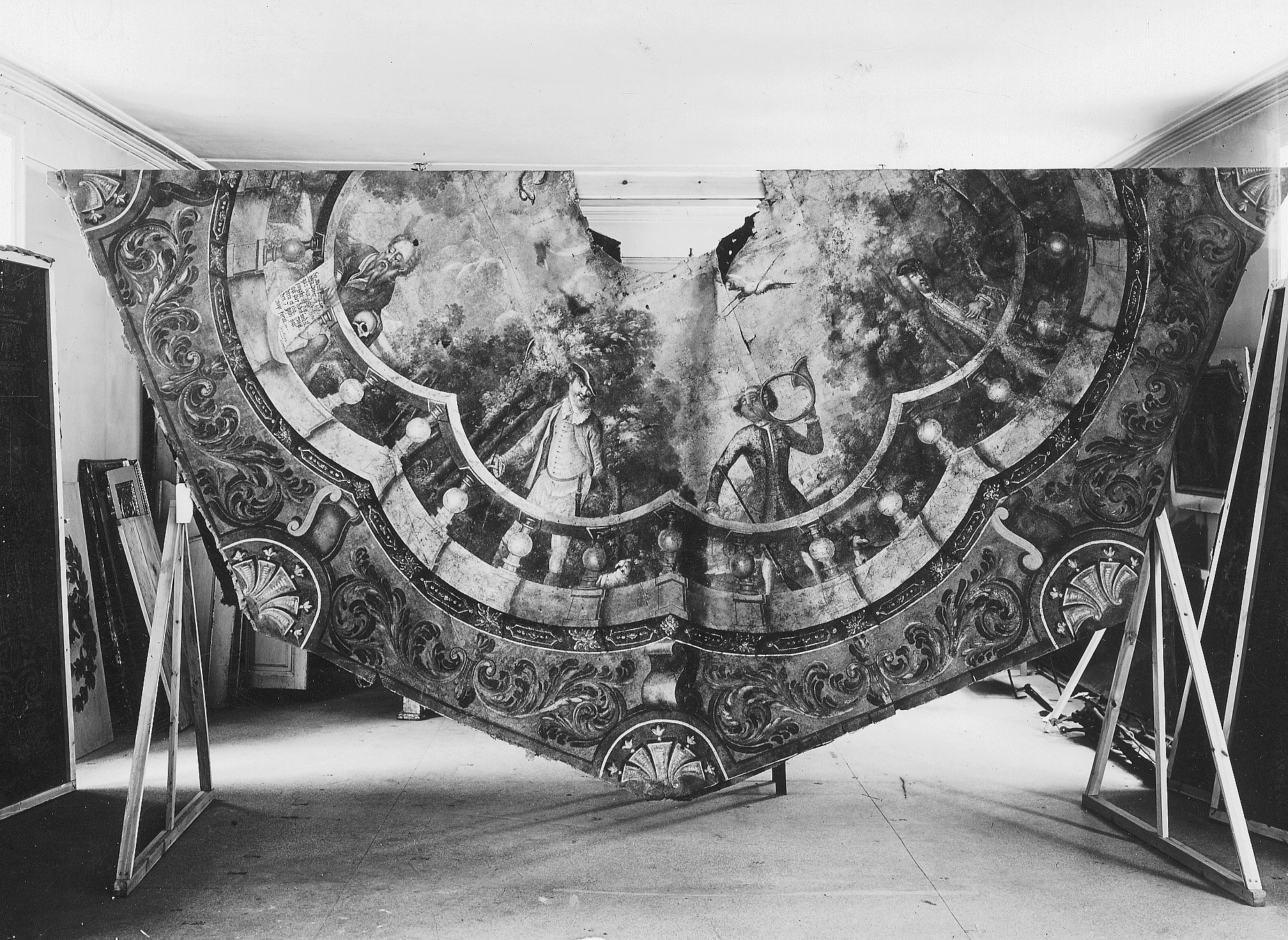
Balcks takmålning från Lilla Blecktornets lusthus i Stadsmuseets samling, 1927.

Ett av Balcks kända verk är plafonden i det numera rivna lusthuset för malmgården Lilla Blecktornet som han signerade 1743. Lusthuset revs 1929 men takmålningen tillvaratogs redan 1915 och överfördes till Stockholms stadsmuseum 1927 samt konserverades 1987. Takmålningen har en diameter på 430 cm och visar med klara färger ett perspektiviskt målat landskap med nio personer bakom en balustrad som blickar ner mot betraktaren, men inte direkt i ögonen. Över dem välver sig himlen med fåglar och moln. Takhöjden i lusthuset var bara 2,25 meter men genom ett starkt förkortat perspektiv i figurerna, balustraden, lövträden och himlens moln, lyckades konstnären att skapa illusionen av oändlig höjd. 
En av kavaljererna bakom balustraden uppvisar stora likheter med en kavaljer på en väggmålning i 1700-talshuset Tjärhovsgatan 7 (se fastigheten Sturen större 7). Man kan anta att de har samma upphovsman. Balck hade dessutom sin bostad ungefär 100 meter från Tjärhovsgatan 7. Väggmålningen upptäcktes under flera tapetlager i ett rum på bottenvåningen i samband med en byggnadsinventering 1974–1975 och rubricerades då som "Människor i landskap, 1700-tal".
Målningen i lusthuset är signerad And: Balck pinxit A:o 1743. Beställare var den holländska familjen de Broen som vid den tiden drev ett kattunstryckeri på Lilla Blecktornet. Takmålningen visar att Balck skolades i den tyska traditionen. Han höll sig till en figurvärld, en färgskala och ett moraliserande innehåll som var fast förankrat i 1600-talets karolinska världsbild.